# Esmeraldas colombianas

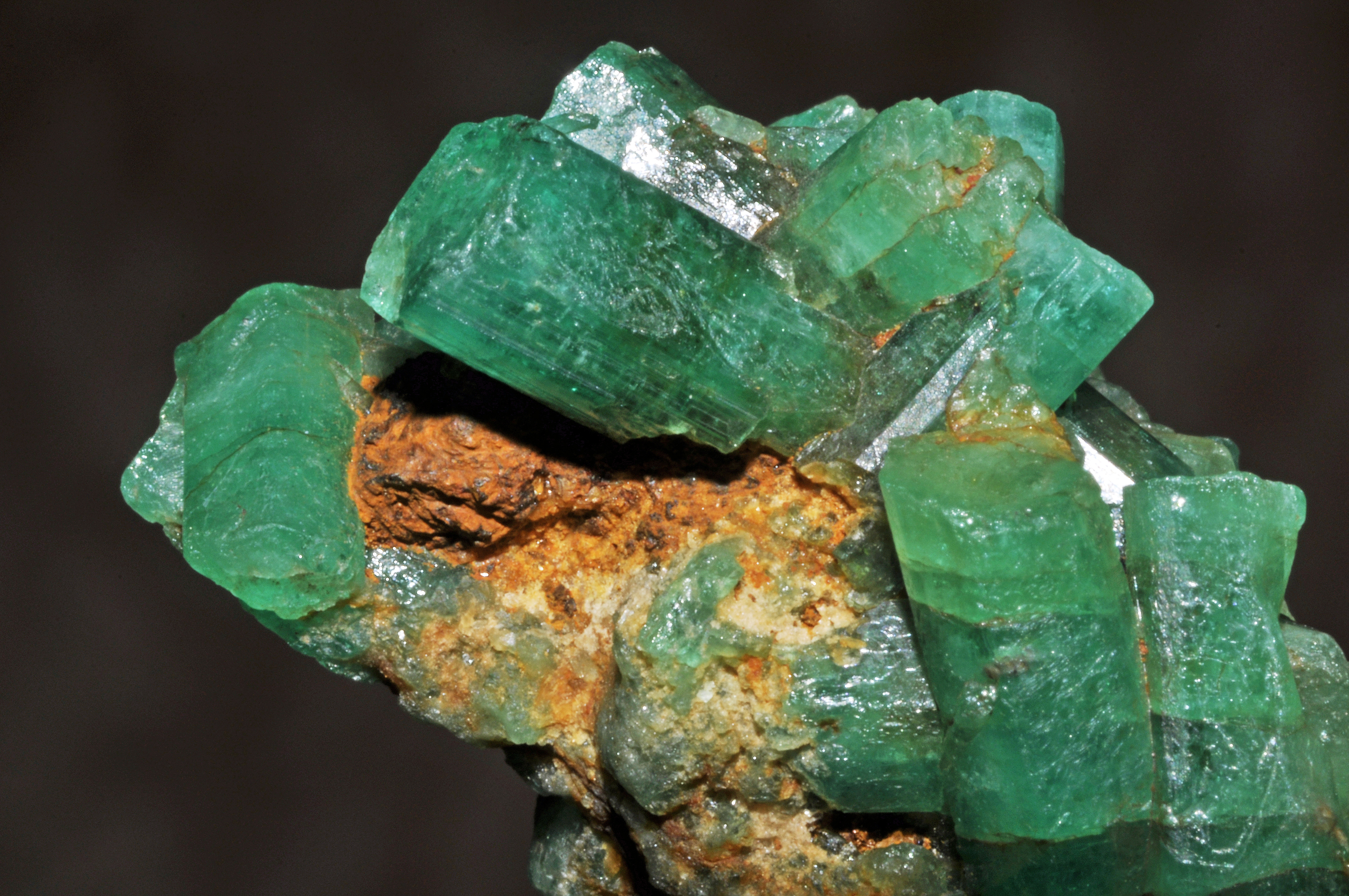
Esmeraldas extraída de la Mina de Muzo, Distrito Minero Vásquez-Yacopí, Colombia

Las esmeraldas son piedras preciosas verdes que se extraen en varios entornos geológicos. Son minerales del grupo del berilo de los silicatos. Desde hace más de 4000 años, las esmeraldas son consideradas como una de las joyas más preciadas y valoradas. Colombia, ubicada en el norte de Sudamérica, atravesada por la bifurcación de la cordillera andina en tres, es el país que extrae y produce más esmeraldas para el mercado mundial, así como el más apetecible. Se estima que Colombia representa entre el 70% y el 90% del mercado mundial de esmeraldas. Aunque es posible encontrar esmeraldas de calidad comercial con relativa facilidad, las esmeraldas de alta calidad son extremadamente difíciles de conseguir. Las esmeraldas colombianas de más de 50 quilates pueden tener un valor mucho mayor que los diamantes de tamaño equivalente.[cita requerida]
Los departamentos colombianos de Boyacá y Cundinamarca, ubicados sobre la Cordillera Oriental de los Andes colombianos, son los dos lugares donde se lleva a cabo la mayor parte de la extracción de esmeraldas en el país.

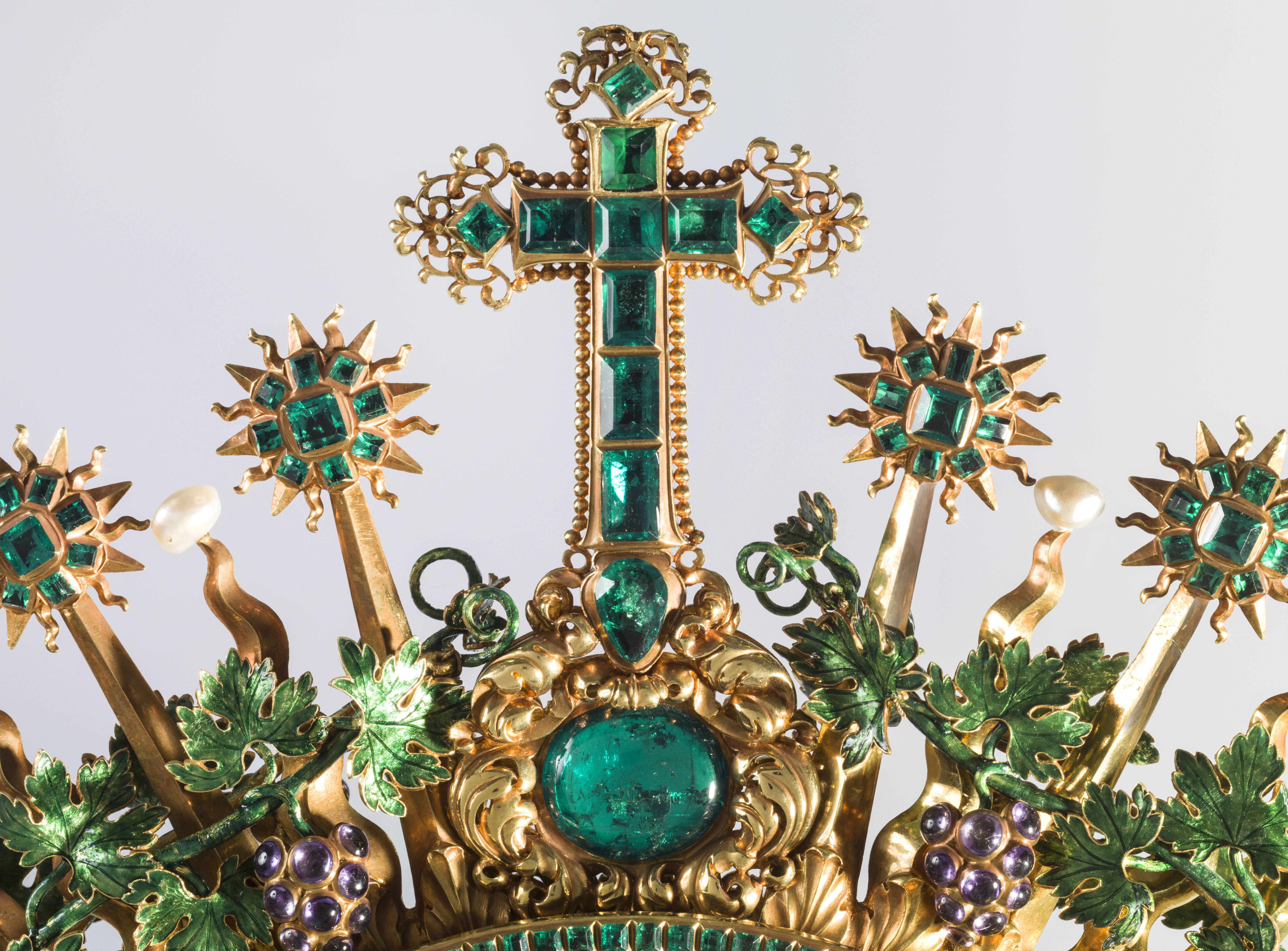
Custodia de la Iglesia de San Ignacio de Bogotá, “La Lechuga”. Colección de Arte del Banco de la República de Colombia.

La industria de las esmeraldas colombianas tiene una larga historia que se remonta a la época precolombina,pero debido al aumento de la demanda global de piedras preciosas a principios del siglo XX, los precios de las esmeraldas se han casi doblado en el mercado internacional. Hasta 2016, el comercio de esmeraldas colombianas estuvo en el centro del conflicto armado interno colombiano, que azota al país desde finales de la década de 1950.

## Historia de la extracción de esmeraldas

### Periodo precolombino
Durante miles de años, las esmeraldas han sido extraídas y consideradas una de las joyas más valiosas del mundo. Las primeras esmeraldas registradas se remontan al antiguo Egipto, donde fueron especialmente admiradas por faraonas como Cleopatra. En la antigüedad, las esmeraldas eran consideradas muy valiosas no solo por su belleza sino también porque se creía que tenían poderes especiales. Se decía que podían aumentar la inteligencia, proteger matrimonios, facilitar el parto y permitir a su dueño predecir el futuro.

### Antiguos mitos de esmeraldas
Existe una antigua leyenda indígena en Colombia de dos seres humanos inmortales, un hombre y una mujer, llamados Fura y Tena, creados por el dios muisca Are para poblar la tierra. La única estipulación de Are fue que estos dos seres humanos debían permanecer fieles el uno al otro para conservar su eterna juventud. Fura, la mujer, sin embargo, no permaneció fiel. Como consecuencia, se les quitó la inmortalidad. Ambos pronto envejecieron rápidamente y finalmente murieron. Are luego se compadeció de los desdichados y los convirtió en dos peñascos protegidos de tormentas y serpientes y en cuyas profundidades las lágrimas de Fura se convirtieron en esmeraldas. Hoy, los picos Fura y Tena, dentro del territorio del pueblo indígena extinto de los Muzos en el departamento de Boyacá, con una altura de 840 y 500 metros, respectivamente, sobre el valle del río Minero, son los guardianes oficiales de la zona esmeraldera de Colombia. Las minas de esmeraldas más extensas de Colombia se sitúan a unos 30 km al norte, las minas de Muzo son conocidas como las más grandes de la región.

### Período colonial e independentista
Los historiadores creen que los indígenas de Colombia dominaron el arte de la minería ya desde el año 500 d.C. Pero a los conquistadores españoles se les atribuye el descubrimiento y el inicio de la comercialización a nivel mundial de lo que ahora conocemos como esmeraldas colombianas. Colombia, durante la época precolonial, esta zona estuvo ocupada en por los indígenas del pueblo Muzo, beligerante contras sus vecinos Muiscas, pero quienes fueron dominados por España a mediados del siglo XVI. España tardó cinco décadas en dominar al pueblo tribal Muzo que ocupaba toda esta zona minera. Una vez en control, los españoles obligaron a esta población indígena nativa a trabajar en los campos mineros que anteriormente ocuparon durante muchos siglos.
Los monarcas europeas y sus coretes amantes de las gemas provenientes de India, Turquía y Persia finalmente buscaron los tesoros que les ofrecía el mercado del Nuevo Mundo una vez que las gemas llegaran a Europa. Entre 1600 y 1820 los coleccionista europeos de piedras preciosas ampliaron sus colecciones privadas con artefactos espectaculares deslumbrantes adornados con esmeraldas, todo ello bajo el marco de tiempo del control de España sobre las minas colombianas. Después de la independencia de Colombia de España en 1819, el nuevo gobierno y otras empresas mineras privadas de origen francófono y anglofono asumieron las operaciones mineras. A lo largo de los siglos XIX y XX, estas minas se cerraron periódicamente en numerosas ocasiones debido a situaciones políticas dentro del país.

## Geología

### Cinturón occidental
El cinturón de esmeraldas occidental de Colombia se extiende por el noroeste del departamento de Cundinamarca y el suroeste del departamento de Boyacá hasta el extremo sur del departamento Santander, desde los municipios de La Palma y Topaipí en el suroeste hasta los de La Belleza y Florián en el noreste. Los principales municipios del cinturón occidental son:
- Muzo
- San Pablo de Borbur
- Pauna
- Otanche
- Quípama
- Maripí
- Coper
- Briceño
- Yacopí
- El Peñón

Las esmeraldas se encuentran principalmente en mineralizaciones hidrotermales en las Formaciones Rosablanca, Paja, Muzo y Furatena, esta última llamada así por la mítica cacica Furatena. Furatena era el dueño de las esmeraldas más finas de los territorios de los Muzos antes de la conquista española.
Las principales minas de esta zona son:
- Mina de Muzo
- Mina de Coscuez
- Las Pavas
- La Pita
- Mina de Peñas Blancas
- Mina de La Palma
- Mina de Yacopí
- Mina de Quipama

Los aeropuertos operativos, todos ellos pequeños que funcionan dentro del cinturón occidental son el aeropuerto de Furatena y el aeropuerto de Muzo .

### Cinturón oriental
El cinturón oriental de la región esmeralda de las Cordilleras Orientales se ubica en el oriente de Cundinamarca y sureste de Boyacá, a unos 110 kilómetros (68,4 mi) distancia desde el cinturón occidental. Las áreas principales son:
- Chivor
- Somondoco
- Gachalá
- Almeida
- Guateque
- Macanal
- Ubalá

Las esmeraldas se encuentran principalmente en las Formaciones de Macanal, Las Juntas y Guavio .
Las principales minas son:
- Mina de Chivor
- Mina de Somondoco
- Mina de Gualí
- La Vega de San Juan
- Las Cruces
- El Diamante
- La Estrella
- El Perro
- La Mula
- El Toro

## Características de las esmeraldas colombianas

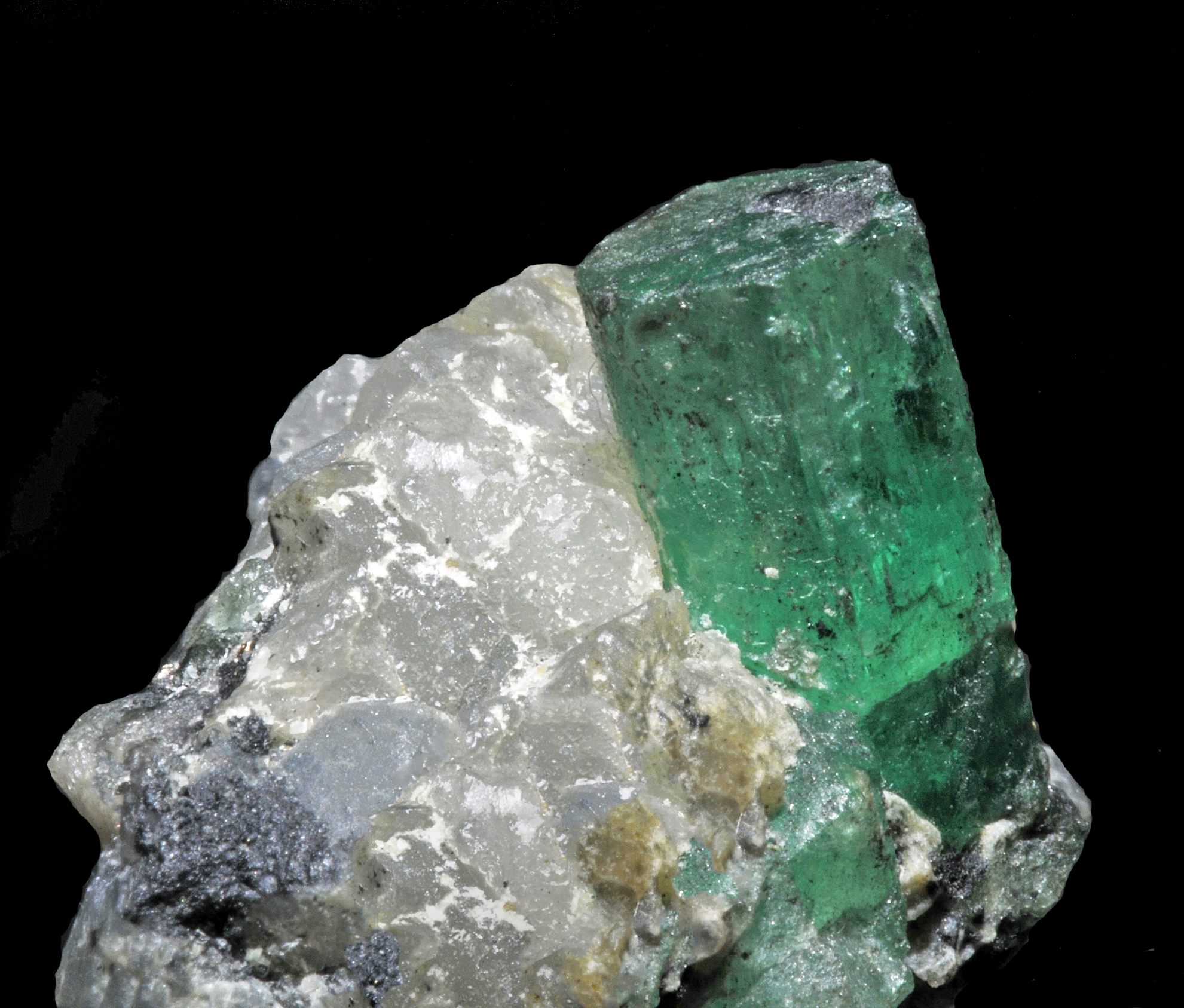
Esmeralda extraída en la Mina de Muzo, Distrito Minero Vásquez-Yacopí, Colombia

Según los geólogos, se dice que las esmeraldas colombianas son las esmeraldas más puras del mundo porque los depósitos de esmeraldas colombianas son los únicos en la tierra que se encuentran en rocas sedimentarias en lugar de rocas ígneas. Los movimientos tectónicos que crearon a la propia Cordillera de los Andes obligaron a las materias primas que forman a las esmeraldas (berilio, cromo y vanadio) que se encuentran en el suelo normalmente en estado líquido y gaseoso. Estos materiales, en tales estados, encuentran su camino hacia las grietas en el medio sedimentario que los rodea y luego eventualmente se enfrían y cristalizan formando así las esmeraldas. Una solución salina que se encuentra en la roca sedimentaria finalmente elimina las impurezas como el hierro que enturbia la formación de otros berilos en la piedra que se cristaliza. Este intrincado proceso produce las esmeraldas que se encuentran en las minas de Colombia.
Las esmeraldas son un tipo de piedra preciosa que tienen su color verde debido a la presencia de elementos químicos como el cromo y el vanadio. Estos elementos son muy raros y contribuyen al color único de la esmeralda. La esmeralda es en realidad una piedra de berilio que ha sido teñida de verde debido a la presencia de estos elementos colorantes. Las esmeraldas colombianas son muy buscadas, y no solo por su excelente calidad y color. El valor de una gema depende de su tamaño, pureza, color y brillo. Las esmeraldas son piedras preciosas únicas y cada una de ellas tiene una apariencia distintiva que la hace diferente a todas las demás, incluso si provienen del mismo lugar de extracción. Esto se debe a una combinación única de elementos y factores que influyen en su formación y apariencia, como las inclusiones, fisuras y veteados naturales. Es interesante destacar que, al igual que las huellas dactilares humanas, ninguna dos esmeraldas son exactamente iguales, lo que las hace aún más valiosas y deseadas. El verde oscuro se considera el color más hermoso, escaso y valioso para las esmeraldas. Una esmeralda de este color se considera rara y solo se encuentra en las minas más profundas de Colombia.

## Zonas mineras en Colombia

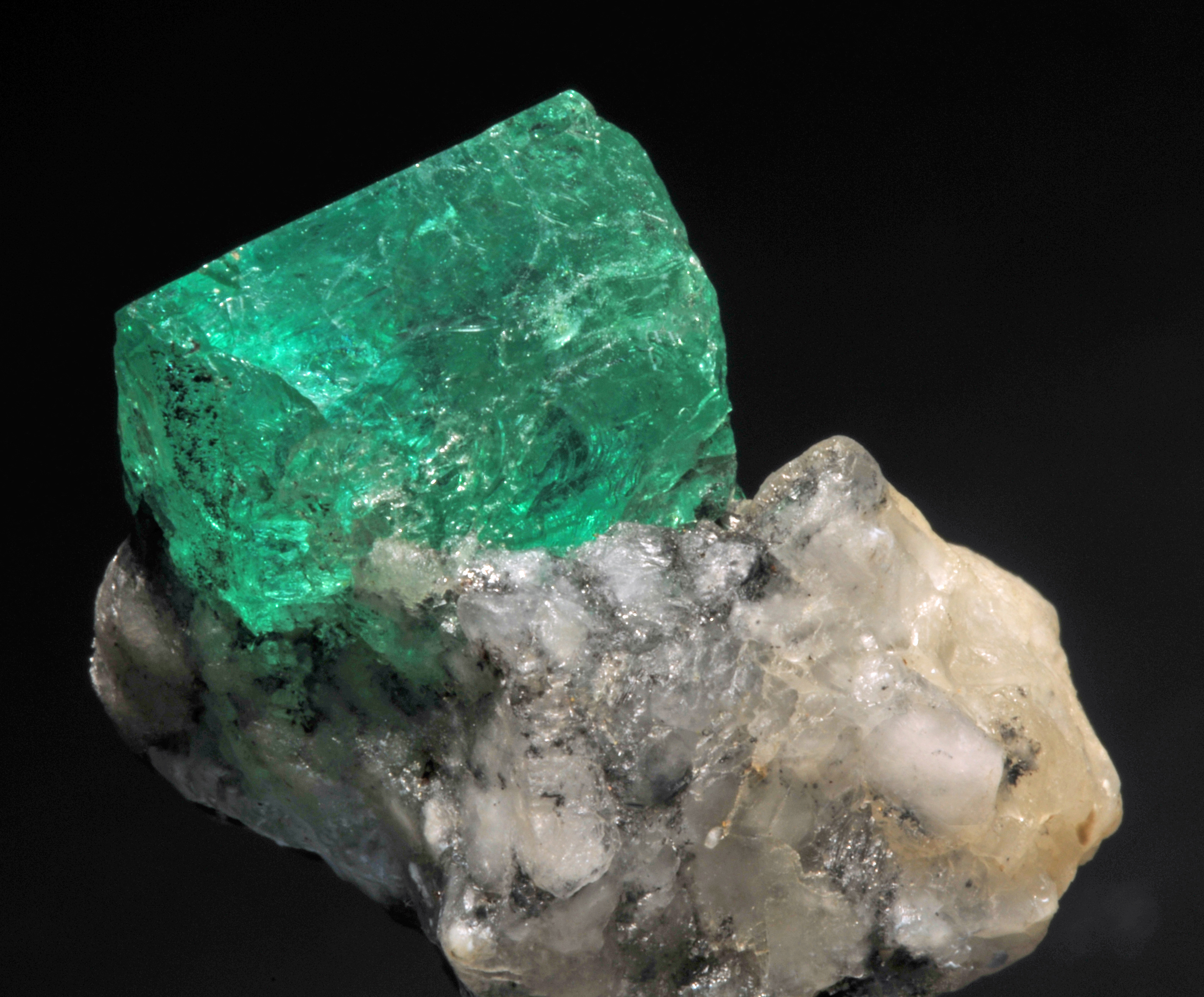
Esmeralda extraída de la Mina de Muzo, Distrito Minero Vásquez-Yacopí, Departamento de Boyacá

La mayoría de las esmeraldas colombianas son extraídas en la región oriental de los Andes, situada entre los departamentos de Boyacá y Cundinamarca. Esta región ha sido reconocida como una de las principales fuentes de esmeraldas de alta calidad en todo el mundo y su producción es muy valorada en el mercado internacional. Las tres principales minas de Colombia son Muzo, Coscuez y Chivor. Las minas de Muzo y Coscuez tienen arrendamientos a largo plazo del gobierno a dos empresas colombianas, mientras que Chivor es una mina de propiedad privada. Muzo sigue siendo la mina de esmeraldas más importante del mundo hasta la fecha.
Los términos Muzo y Chivor no siempre se refieren a las minas particulares que llevan el mismo nombre. En cambio, los dos términos, originarios del idioma indígena local, a menudo describen la calidad y el color de las esmeraldas. Muzo se refiere a una cálida esmeralda verde hierba, con toques de amarillo. Chivor, por otro lado, describe un color verde más profundo. La terminología Muzo y Chivor es ampliamente reconocida en el mercado de las esmeraldas y estos términos pueden llegar a ser útiles para describir la calidad y el color de las piedras preciosas a los compradores y coleccionistas.
También hay muchas otras minas de esmeraldas más pequeñas en Colombia que producen esmeraldas de todos los grados diferentes, pero estas esmeraldas suelen ser de menor calidad que las extraídas de cualquiera de las tres principales áreas mineras. Pero  también es importante destacar que, aunque la calidad de las esmeraldas de estas minas más pequeñas puede ser inferior, aún pueden tener un gran valor en el mercado debido a su rareza y a la demanda por parte de coleccionistas y joyeros. Es importante tener en cuenta que la calidad de las esmeraldas varía ampliamente, dependiendo de la ubicación de la mina y de otros factores geológicos y ambientales.

## Guerras Verdes
Colombia ha lidiado con una guerra civil que comenzó a mediados de la década de 1950 y que todavía se desarrolla en el país aún en la actualidad. Este conflicto de sesenta años atrás entre grupos guerrilleros de izquierda, grupos paramilitares de derecha, cárteles de la droga colombianos y el propio gobierno ha desplazado a millones de civiles y ha matado a miles de personas. El comercio de esmeraldas es parte de la cadena dentro de la financiación de este conflicto civil en curso en Colombia. Las esmeraldas han ayudado a financiar a muchos de los actores armados no estatales (NSA) involucrados en el conflicto interno colombiano a través del contrabando de las esmeraldas y la venta de estas piedras preciosas en el mercado negro internacional. En la actualidad, la demanda global de esmeraldas ha alcanzado un pico, lo que significa que millones de dólares continúan fluyendo hacia organizaciones criminales en Colombia que obtienen y venden esmeraldas en transacciones ilegales con el fin de financiar sus actividades ilícitas. Este es un problema importante que afecta no solo a la seguridad y la estabilidad de la región, sino también a la economía local y a la industria de las esmeraldas en su conjunto. Por ejemplo, a menudo se dice que las esmeraldas obtenidas de manera ilegal no cumplen con los estándares éticos y de seguridad, lo que puede dañar la reputación de la industria y dificultar la compra de esmeraldas legales.

## Peligros del comercio de esmeraldas colombianas
Debido a su valor en el mercado internacional, las esmeraldas colombianas generan un gran comercio ilícito. Los contrabandistas de esmeraldas, llamados tambien guaqueros, roban furtivamente en las minas, particularmente a lo largo del río Itoco en el valle de Muzo. Durante el día, recorren los lechos de los ríos y hurgan en los campos mineros en busca de esmeraldas pasadas por alto en minas privadas. Por la noche, estos contrabandistas intentan robar casas de seguridad que almacenan las esmeraldas en bruto antes de que puedan ser transportadas en convoyes escoltados a áreas más seguras. Los guaqueros a menudo compiten con otros guaqueros por los mismos botines, enfrentándose entre ellos, la mayoría de los cuales generan grandes ganancias en el mercado negro. A pesar de los esfuerzos de la Policía Nacional de Colombia para monitorear y prevenir la actividad minera ilegal de robo de esmeraldas, esta continúa siendo un problema persistente en Colombia. Los arrestos son infrecuentes y las penas de prisión a menudo son cortas, lo que significa que los perpetradores raramente reciben castigo adecuado por sus acciones ilegales. Esto puede ser debido a la falta de recursos, la corrupción o la dificultad de obtener pruebas sólidas en casos relacionados con la minería ilegal.

## Famosas esmeraldas colombianas de la historia
- Esmeralda Duque de Devonshire: esta esmeralda lleva el nombre del sexto duque de Devonshire. Esta preciosa gema ahora se puede ver en una bóveda en el Museo de Historia Natural de Londres.[22]
- Esmeralda Patricia: este corte dihexagonal de 630 quilates se descubrió por primera vez en 1920. Lleva el nombre de la hija del dueño de la mina, Patricia. Esta esmeralda reside actualmente en el Museo Americano de Historia Natural de Nueva York.[17]
- Corona de los Andes: una de las piezas de joyería colombiana con incrustaciones de esmeraldas más famosas de todo el mundo. Tiene 453 piedras que suman 1.521 quilates. Esta pieza incluye la Esmeralda Atahualpa de 45 quilates, que lleva el nombre del último emperador inca.
- Esmeralda Gachalá: esmeralda de 858 quilates, encontrada en Gachalá en 1967
- Broche Hooker de esmeraldas : broche hecho con una esmeralda colombiana de una mina desconocida, posiblemente Muzo
- Esmeralda Fura: la segunda esmeralda más grande del mundo, con 2,2 kilogramos (4,9 lb) o 11.000 quilates, encontrado en Muzo, en 1999
- Esmeralda Tena: la esmeralda más valiosa del mundo, 400 gramos (0,9 lb) o 2.000 quilates, encontrado en Muzo, en 1999
- La Lechuga: Una custodia católica del siglo XVIII compuesta por 1.485 esmeraldas de Muzo
- Moro con racimo de esmeraldas: talla del museo Grünes Gewölbe de Dresde, obra del orfebre Johann Melchior Dinglinger (1724).[23]